# 地区防災計画
　地区防災計画（ちくぼうさいけいかく）とは、災害対策基本法に基づき、市町村内の一定の地区の居住者及び事業者（地区居住者等）が共同して行う当該地区における自発的な防災活動に関する計画である（災害対策基本法 第四十二条第3項・第四十二条の二）。
　類似する計画に、町内会や自治会が作成する「自主防災計画」があるが、自主防災計画が任意加入団体である町内会の防災計画であることに対し、地区防災計画は、町内会未加入者や事業者、地区内の地権者等を含めた地区の全ての住民を対象にした人命と財産を守るための計画で、市町村が作成する地域防災計画に規定されることで確実な実施が期待できるボトムアップ型の計画である。
　従来、防災計画としては国レベルの総合的かつ長期的な計画である防災基本計画と、地方レベルの都道府県及び市町村の地域防災計画を定め、それぞれのレベルで防災活動を実施してきた。しかし、東日本大震災において、自助、共助及び公助があわさって初めて大規模広域災害後の災害対策がうまく働くことが強く認識され、その教訓を踏まえて、平成25年の災害対策基本法では、自助及び共助に関する規定がいくつか追加された。その際、地域コミュニティにおける共助による防災活動の推進の観点から、市町村内の一定の地区の居住者及び事業者（地区居住者等）が行う自発的な防災活動に関する地区防災計画制度が新たに創設された（2014年４月１日施行）。
　同計画制度は、国際的にも先進的な取組とされており、関連して、中国等のコミュニティ防災との比較研究も行われている。

## 関連法令
- 災害対策基本法

- 消防団を中核とした地域防災力の充実強化に関する法律

## 特徴
地区防災計画制度は、東日本大震災の教訓を踏まえて作られたコミュニティの防災計画に関する制度。コミュニティの住民や地元企業が主体となって、自ら防災活動を行うための共助による防災計画の制度であり、以下の3つの特徴があげられている。
- コミュニティ主体のボトムアップ型の計画
- 地区の特性に応じた計画
- 継続的に地域防災力を向上させる計画

## 主な内容
- 構成例
  - 地区の特性
  - 想定される災害
  - 避難行動要支援者(要配慮者)のわかる防災マップ
  - 平常時からの備蓄、備え
  - 避難誘導方法
  - 防災訓練計画（避難訓練、避難所運営訓練、炊き出し訓練、配給訓練等）
  - 避難所運営マニュアル（市町村の避難所運営マニュアルとの融合）
  - 屋外避難テントの設営
  - 担当者、避難所での班わけ、業務分担表
  - 避難者の振り分け（指定避難所、福祉スペース、福祉避難所）
  - 緊急指定避難場所から指定避難所への移動方法
  - 避難者カードの回収
  - 在宅避難者や町内会未加入者への支援、インクルーシブ防災（誰ひとり取り残さない防災）
  - 災害ゴミの分別場所（地権者との調整業務）
  - 行政との連絡方法
  - 想定されるボランティア団体との連携方法
  - 個別避難計画との融合
  - 災害関連死の対策方法
  - 資料編様式集（避難所全体図、学校教室全体図配置図、受付簿、入所者カード、見守り台帳等）

参考：地区防災計画ライブラリ

## 計画手順

### 作成プロセス手順（例）
- 計画の対象範囲を決める（学校区、商店街、指定避難所対象エリアなど）
- 取組体制を整える（専門のアドバイザーやサポーターを探す、大学や学術学会等）
- 地区の特性を知る（自然特性、社会特性など）
- 活動内容と役割分担を決める（災害時、平常時）
- 訓練・ワークショップ等の実施・検証（PDCAサイクルで実践、机上訓練・避難訓練・防災訓練・救助訓練等）
- 計画骨子作成（訓練・ワークショップ等の検証を文書化）
- 計画案をまとめ、みんなで合意
- 市町村防災会議に提出

参考：
- 日本防災士会：みんなでつくろう！地区防災計画パンプレット
- 啓発用パンフレット「みんなでつくる地区防災計画～「自助」「共助」による地域の防災～」

### 訓練・ワークショップ（例）
- 災害図上訓練DIG
- 避難所HUG
- クロスロード
- 避難行動訓練EVAG
- マイ・タイムライン
- 防災まちあるき
- 防災運動会
- 防災キャンプ
- 男女入れ替え訓練
- 情報伝達訓練
- 消火栓・消火器の取扱訓練
- 車イスを用いた避難訓練
- 高齢者疑似体験用具を用いた避難訓練
- 妊婦体験セットを用いた避難訓練

参考：
- 総務省消防庁：防災・危機管理eカレッジ
- 総務省消防庁：自主防災組織の手引
- 消防防災博物館：自主防災組織の救助訓練用テキスト
- 内閣府：在宅・車中泊避難者等の支援の手引き
- 農林水産省：要配慮者のための災害時に備えた食品ストックガイド

## ガイドライン
地区防災計画制度の施行に先立って、2014年3月に内閣府から「地区防災計画ガイドライン」が地区居住者等向けに出された。全国の地区防災計画づくりは、この「地区防災計画ガイドライン」に従って進められている。同年6月には、「地区防災計画制度入門: 内閣府「地区防災計画ガイドライン」の解説とQ&A」（NTT出版）が出され、解説書として広く読まれている。

また、2025年4月には、加藤孝明(東京大学教授・地区防災計画学会副会長)の助言も踏まえた「地区防災計画ガイドブック」が公表され、計画作成時の重要事項のほか、解説、各種事例等が紹介されている。
- ガイドラインと解説書
  - 内閣府「地区防災計画ガイドライン」（2014年）
  - 地区防災計画制度入門: 内閣府「地区防災計画ガイドライン」の解説とQ&A（NTT出版・2014年）

- 地方公務員（防災担当職員）向けの素案作成支援ガイド
  - 内閣府「地区防災計画の素案作成支援ガイド」（2020年）

## 各種事例
2018年の西日本豪雨等の大災害において、地区防災計画によって住民の命が守られた事例がいくつも報告されるようになっており、防災関係者にとって、その重要性が広く認識されるようなっている。
　地区防災計画によって住民の命が守られた事例

## 地区防災計画モデル地区
内閣府が、2014年度～2016年度に全国44地区で実施した地区防災計画モデル事業の報告書である内閣府「地区防災計画モデル事業報告書」（2016年）は、各モデル地区の取組のポイントを整理し、事例集として整理されている。

### 平成26年度
15地区
| No | 地区名                                      | 市町村           | 策定主体 |
| -- | ------------------------------------------- | ---------------- | --- |
| 1  | 安渡地区                                    | 岩手県大槌町     | 安渡地区町内会 （人口：1,943人、世帯数：843世帯）                                                               |
| 2  | 半田地区                                    | 福島県桑折町     | 半田地区住民自治協議会 （町内会数：14、人口：約3,700人）                                                        |
| 3  | よこすか海辺ニュータウン ソフィアステイシア | 神奈川県横須賀市 | ソフィアステイシア自主防災会                                                                                    |
| 4  | 笈ヶ島地区                                  | 新潟県燕市       | 笈ケ島自主防災会                                                                                                |
| 5  | 三木地区                                    | 石川県加賀市     | 三木地区自主防災会 （７町内会：熊坂町、大同町、三木町、奥谷町、橘町、永井町、吉崎町、防災士・防災リーダーの会） |
| 6  | 長沼地区                                    | 長野県長野市     | 長沼地区住民自治協議会（長沼地区自主防災会連絡協議会）                                                          |
| 7  | 第一区                                      | 長野県下諏訪町   | − |
| 8  | 第二区                                      | 長野県下諏訪町   | − |
| 9  | 上足洗三丁目地区                            | 静岡県静岡市     | わが街3丁目楽縁隊 （竜南学区（11自治会）の一部、世帯数：647世帯、人口：1,640人）                                |
| 10 | 富士駅南地区                                | 静岡県富士市     | 富士駅南地区まちづくり協議会                                                                                    |
| 11 | 大和地区                                    | 愛知県名古屋市   | − |
| 12 | 布土地区                                    | 愛知県美浜町     | − |
| 13 | 香良洲地区                                  | 三重県津市       | − |
| 14 | 二番丁地区                                  | 香川県高松市     | 高松市二番丁地区コミュニティ協議会 （人口：9,589人、世帯数：4,812世帯）                                         |
| 15 | 上大河平地区                                | 宮崎県えびの市   | − |

### 平成27年度
22地区
| No | 地区名                       | 市町村           | 策定主体                                                            |
| -- | ---------------------------- | ---------------- | ------------------------------------------------------------------- |
| 1  | 上釜地区                     | 宮城県石巻市     | 上釜町内会自主防災会（550世帯）                                     |
| 2  | 波山麓地区                   | 茨城県つくば市   | −                                                                   |
| 3  | 六美地区                     | 栃木県壬生町     | −                                                                   |
| 4  | トキアス管理組合             | 東京都荒川区     | トキアス管理組合                                                    |
| 5  | ＳＹＭ三町会災害連合会       | 東京都文京区     | 新花会・三組弥生会・三組町会                                        |
| 6  | 高木町                       | 東京都国分寺市   | 高木町自治会                                                        |
| 7  | 本多地区                     | 東京都国分寺市   | 本多連合町会                                                        |
| 8  | 東神田３丁目地区             | 新潟県長岡市     | −                                                                   |
| 9  | 吉崎地区                     | 福井県あわら市   | −                                                                   |
| 10 | 修善寺ニュータウン           | 静岡県伊豆市     | −                                                                   |
| 11 | 神山連区                     | 愛知県一宮市     | 神山連区地域づくり協議会                                            |
| 12 | 矢作北学区                   | 愛知県岡崎市     | 矢作北学区 （中園町、舳越町、森越町、橋目本町、東大友町、西大友町） |
| 13 | 星崎学区                     | 愛知県名古屋市   | 星崎学区連絡協議会（星崎学区防災安心まちづくり委員会）              |
| 14 | 丹生俣地区                   | 三重県津市美杉町 | −                                                                   |
| 15 | 真陽小学校区                 | 兵庫県神戸市     | −                                                                   |
| 16 | 中山五月台中学校区           | 兵庫県宝塚市     | 中山台コミュニティ災害対策委員会                                    |
| 17 | 大塚製薬工場と周辺自主防災会 | 徳島県鳴門市     | 大塚製薬工場、川東地区自主防災会、里浦町自主防災会連合会            |
| 18 | 金栄校区                     | 愛媛県新居浜市   | 金栄校区自主防災会                                                  |
| 19 | 五明地区                     | 愛媛県松山市     | −                                                                   |
| 20 | 高浜地区                     | 愛媛県松山市     | 高浜地区自主防災連合会                                              |
| 21 | 下知地区                     | 高知県高知市     | 下知地区減災連絡会                                                  |
| 22 | 長江区                       | 宮崎県日向市     | −                                                                   |

### 平成28年度
7地区
| No | 地区名                           | 市町村       | 策定主体                                                            |
| -- | -------------------------------- | ------------ | ------------------------------------------------------------------- |
| 1  | 片平地区                         | 宮城県仙台市 | 片平地区まちづくり会                                                |
| 2  | 小坂町落合地区                   | 岐阜県下呂市 | −                                                                   |
| 3  | 藤川西部地区                     | 愛知県岡崎市 | −                                                                   |
| 4  | 芳野町地区と大阪府立吹田支援学校 | 大阪府吹田市 | −                                                                   |
| 5  | 城西地区                         | 岡山県津山市 | 城西まちづくり協議会 （世帯数：1,535、人口：4,984人、町内会数：15） |
| 6  | 向山校区                         | 熊本県熊本市 | 向山校区自治協議会                                                  |
| 7  | 福瀬区                           | 宮崎県日向市 | −                                                                   |

### 報告書
報告書
- 内閣府「地区防災計画モデル事業報告書」（2016年）
  - 平成26年度モデル地区の取組
  - 平成27年度モデル地区の取組
  - 平成28年度モデル地区の取組

## 学術研究
一方、地区防災計画制度に関する社会実装的な学術研究は、「地区防災計画学」という学問分野へと発展した。
　2014年6月には、「地区防災計画ガイドライン」の執筆に携わった産学官民の関係者が協力して、地区防災計画制度の普及啓発・調査研究等のために「地区防災計画学会」（会長　室﨑益輝　神戸大学名誉教授）を創設した。地区防災計画学会は、内閣府、総務省、消防庁、国土交通省、地方公共団体等の防災担当官や東京大学、京都大学をはじめとする全国の大学教員等の研究者によって設立された学術研究団体である。
　地区防災計画学会のHP
　地区防災計画学会の3つのポイント

## 関連書籍
- 室﨑益輝、矢守克也、西澤雅道 ほか 編『地区防災計画学の基礎と実践』弘文堂、2022年3月7日。ISBN 978-4-335-55208-3。 NCID BC13221758。
- 西澤雅道、筒井智士 編『地区防災計画制度入門―内閣府「地区防災計画ガイドライン」の解説とQ&A』NTT出版、2014年7月10日。ISBN 978-4-7571-4327-2。 NCID BB1616550X。
- 川上富雄、中井俊雄、磯打千雅子 編『キーワードで学ぶ防災福祉入門』学文社、2024年12月24日。ISBN 9784762033964。 NCID BD09807984。
- 阪本真由美 編『地域が主役の自治体災害対策: 参加・協働・連携の減災マネジメント』学芸出版社、2025年1月17日。ISBN 9784761529185。 NCID BD10148444。
- 伍国春、西澤雅道 編『东日本大地震后的日本减灾制度研究』华中科技大学出版社、2019年2月28日。ISBN 978-7568049108。

- 学術雑誌：地区防災計画学会誌
  - 地区防災計画学会が、2014年9月から発行している「地区防災計画学会誌」。8年間で24号（2022年3月時点）が発刊。これまでに数百本の査読論文、寄稿、予稿等が掲載されており、その内容は、学術的・社会実装的である。 （　地区防災計画学会誌の特徴3点　）